# جائحة فيروس كورونا في تشيلي
إن جائحة كوفيد-19 في تشيلي هي جزء من جائحة فيروس كورونا (كوفيد-19) حول العالم التي تسببها متلازمة تنفسية حادة شديدة (سارس-كوف-2). تأكد وصول الفيروس إلى تشيلي في مارس 2020. رغم أن حالات الإصابة الأولى قد جاءت من جنوب شرق آسيا ومن أوروبا إلا أنها قد توسعت بشكل كبير حتى أصبح العدد غير قابل للتتبع ما وضع الدولة ضمن المرحلة 4 من الجائحة بحسب تعريف منظمة الصحة العالمية، وقد تجاوز العدد ألف حالة إصابة مؤكدة في 25 مارس 2020.
تركزت حالات الإصابة في مدينة سانتياغو، مع تفشي المرض في مناطق أخرى من الدولة. لم يُفرَض أي إغلاق وطني في تشيلي، على عكس الأرجنتين والبيرو المجاورتين، على الرغم من تطبيق حظر تجول ليلي في جميع أنحاء الدولة. فُرِض حجر صحي محلي في مدن وأحياء مختلفة. على أي حال، في مايو 2020، وُضِعت مدينة سانتياغو بأكملها تحت الحجر الصحي الإلزامي بسبب زيادة عدد حالات الإصابة، ووُسِّع ليشمل معظم المدن الكبرى في تشيلي.
اعتبارًا من 22 سبتمبر 2020، جاءت تشيلي في المرتبة الخامسة من حيث عدد حالات الإصابة في أمريكا الجنوبية بعد البرازيل، والبيرو، وكولومبيا، والأرجنتين، وفي المرتبة العاشرة عالميًا. نظرًا لعدد سكانها، فإن تشيلي لديها واحدة من أسوأ حالات تفشي المرض في العالم، مع أكثر من 22,000 حالة إصابة و850 حالة وفاة لكل مليون نسمة من السكان. في البداية، كان عدد حالات الوفاة المُبلَغ عنها أقل من الدول الأخرى في المنطقة، حتى مع عدد أقل من حالات الإصابة. على أي حال، في مايو 2020، زاد عدد حالات الإصابة وحالات الوفاة بشكل سريع، بينما أبلغت عدة مصادر عن أعداد إضافية من حالات الوفاة التي لم يجري احتسابها. بحلول يونيو 2020، أكدت الحكومة حدوث آلاف حالات الوفاة الإضافية بسبب كوفيد-19، بما في ذلك الحالات المشتبه فيها حيث لم تكن اختبارات تفاعل البوليمراز المتسلسل متاحة. بحلول تموز (يوليو) 2020، تجاوز عدد المتوفين 10,000 شخص.
كان تأثير الجائحة كبيرًا في دول أمريكا الجنوبية. في مارس 2020، عندما ظهرت أولى حالات كوفيد-19، كانت البلاد لا تزال تواجه الاحتجاجات وأعمال الشغب التي بدأت في أكتوبر 2019، وأثرت الجائحة على الاستفتاء الوطني التشيلي الذي كان من المقرر إجراؤه عام 2020، ولكن أُعيدَت جدولته. فُرِض الإغلاق الجزئي والحجر الصحي في الأشهر الأولى، مما أضر باقتصاد الدولة. بحلول أبريل 2020، وصلت البطالة إلى 9٪، وهو مستوى قياسي مرتفع في السنوات العشر الماضية، بينما انكمش الاقتصاد بنسبة 14.1٪. اندلعت موجة جديدة من الاحتجاجات في أواخر مايو، خاصة في مدينة سانتياغو، بسبب نقص الغذاء لدى فئات معينة من السكان.

## خلفية
في 12 كانون الثاني، أكدت منظمة الصحة العالمية أن فيروس كورونا الجديد كان سبب المرض تنفسي لدى مجموعة من الأشخاص في مدينة ووهان بمقاطعة هوبي بالصين، والذين لفت انتباه منظمة الصحة العالمية لأول مرة في 31 ديسمبر 2019.
على عكس السارس عام 2003، كانت نسبة الوفيات بسبب كوفيد-19أقل بكثير، لكن انتقال العدوى كان أكبر بكثير، مع عدد كبير إجمالي من حالات الوفاة.

## الخط الزمني

### مارس
- 3 آذار 2020: أكدت وزارة الصحة أول حالة إصابة بفيروس سارس-كوف-2 في تشيلي ما جعلها خامس دولة في أمريكا اللاتينية تبلغ عن وجود حالات إصابة بعد البرازيل، والمكسيك، والإكوادور، والأرجنتين.[15] كان «المريض صفر» رجلًا يبلغ من العمر 33 عامًا يعيش في مدينة سان خافيير وقد فٌحِص في مدينة تالكا بإقليم مولي. أصيب بالفيروس أثناء قضاءه شهر العسل في جنوب شرق آسيا.[16]
- 4 مارس 2020: أكدت الحكومة وجود حالتي إصابة أخريين. واحدة كانت زوجة المريض الأول، والأخرى كانت حالة الإصابة الأولى في مدينة سانتياغو،[17] وهي امرأة عمرها 56 عامًا سافرت عبر دول أوروبية مختلفة من بينها إيطاليا.[18]
- 7 آذار 2020: أكدت وزارة الصحة حالة الإصابة الأولى لدى قاصر، وهو ذكر عمره 17 عامًا كان قد سافر إلى أوروبا، مع تأكيد إصابة المريض الثالث والخامس بالفيروس.[19] أُعلِن أيضًا عن حالة الإصابة الأولى في مدينة بويرتو مونت.[20]
- 8 آذار 2020: أُكِّد وجود 3 حالات إصابة أخرى، بما في ذلك امرأة عمرها 83 عامًا أصيبت بالفيروس من أحد أفراد الأسرة كان قد زارها من نيويورك، والذي بدوره ظهرت عليه الأعراض لاحقًا وشُخِّصت إصابته بكوفيد-19 عند وصوله إلى الولايات المتحدة.[21] كان ذلك أول حالة إصابة تحدث بالكامل على الأراضي التشيلية.[22]
- 9 آذار 2020: إصابة رضيع عمره عامين في سياق إصابة مجموعة أشخاص في إقليم مولي، في حين أُعلِن عن حالة الإصابة الأولى في منطقة بيوبيو. أعلنت وزارة الصحة أنها ستبدأ في الإبلاغ عن حالات الإصابة الجديدة على أساس يومي بدلًا من واحدة تلو الأخرى بمجرد أن يجري تأكيدها.[23][24]
- 11 مارس 2020: وصل عدد حالات الإصابة في الدولة إلى 23. يقيم 14 منهم في مدينة سانتياغو، لتصبح المنطقة الأولى في تشيلي التي تتجاوز عشر حالات إصابة مؤكدة. يوجد معظمهم في مجتمعات الطبقة العليا لبلديات لاس كونديس، وفيتاكورا، ولو بارنيشيا.[25][26]
- 13 مارس 2020: بدأت أول مؤسسة تعليمية في مدينة سانتياغو فترة الحجر الصحي، بعد أن ثبتت إصابة مدرس يعمل في كلية سانت جورج بالفيروس.[27]
- 14 آذار 2020: تأكد حدوث 18 حالة إصابة جديدة ما رفع العدد الإجمالي إلى 61.[28] أُعلِن عن حالات الإصابة الأولى في ثلاثة أقاليم: أنتوفاغاستا (حالتان) وأتاكاما (1) وآيسن (1)، والحالة الأخيرة هي سائح بريطاني عمره 83 عامًا كان على متن رحلة بحرية نزلت في مدينة بويرتو تشاكابوكو بعد أن ظهرت عليه أعراض كوفيد-19، وكان قد نزل سابقًا في قرية كاليتا تورتيل.[29]
- 16 آذار 2020: تأكد حدوث 81 حالة إصابة جديدة في يوم واحد ما رفع العدد الإجمالي إلى 156. وفقًا لتعريف منظمة الصحة العالمية، قد بدأت المرحلة 4 من الجائحة.[30]
- 17 آذار 2020: تأكد وجود مجموعة من أكثر من 20 حالة إصابة في مدينة تشيلان. انتشر الفيروس بسبب الاتصال الشخصي المباشر وغير المباشر داخل صالة للألعاب الرياضية.[31]
- 19 آذار 2020: تأكد حدوث أكثر من 100 حالة إصابة في اليوم الأول ما رفع العدد الإجمالي إلى 342.[32] في نفس اليوم، أصبح الزوجان اللذان كانا أول حالتي إصابة بكوفيد-19 بصحة جيدة، وأعيدا إلى المنزل لبدء الحجر الصحي التالي للشفاء.[33]
- 21 آذار 2020: أكد وزير الصحة خايمي مانياليتش أول حالة وفاة ناجمة عن الإصابة بفيروس كورونا في تشيلي، وهي امرأة عمرها 83 عامًا من مدينة سانتياغو.[34]
- 22 آذار 2020: بلغ عدد حالات الإصابة المبلغ عنها 632. وفُرِض حظر تجول ليلي على مستوى الدولة.[35]
- 24 مارس 2020: أُبلِغ عن أول حالة إصابة في جزيرة القيامة على الرغم من الإغلاق الذي فُرِض في 19 مارس.[36]
- 25 آذار 2020: تجاوز عدد حالات الإصابة 1,000. أبلغت الحكومة عن إجمالي 1,142 حالة إصابة و3 حالات وفاة.[37]
- 26 آذار 2020: فُرِض حظر تجول كامل على 7 بلديات في منطقة العاصمة.[38]
- 27 آذار 2020: بلغ عدد حالات الإصابة 1,610، فيما تأكد حدوث 5 حالات وفاة بالمجمل.[39] فُرِض حظر تجول كامل في إقليم أروكانيا بسبب الزيادة الكبيرة في عدد حالات الإصابة الجديدة.[40]

### أبريل
- 19 أبريل 2020: أعلن الرئيس سبستيان بنييرا عن عملية تدريجية للتكيف مع «الوضع الطبيعي الجديد»، بما في ذلك إعادة فتح المدارس بحلول مايو 2020، وعودة العاملين العموميين إلى أعمالهم.[41]
- 30 أبريل 2020: أعاد خواكين لافين، عمدة بلدية لاس كونديس،[42] فتح أول مركز تسوق في مدينة سانتياغو، ولكنه أُغلِق في اليوم التالي.[43]

### مايو
- 15 مايو 2020: وُسِّع الحجر الصحي ليشمل مدينة سانتياغو بأكملها.[44]
- 28 مايو 2020: أكدت الحكومة التشيلية حدوث إجمالي 86,943 حالة إصابة، متجاوزة بذلك عدد حالات الإصابة الرسمية المسجلة في الصين، مصدر الجائحة.[45]

### يونيو
- 2 حزيران 2020: غيرت وزارة الصحة تعريف حالات الإصابة الفعالة ما خفضها عدد إلى الثلث. بحسب الوزارة، فإن حالات الإصابة الفعالة تعتبر شافية بعد 14 يومًا من بدء الأعراض، وليس منذ اكتشاف الفيروس مثلما كان يُعتبَر سابقًا.[46] يختفي عدد الحالات الشفاء من التقارير اليومية لوزارة الصحة.[47]
- 3 حزيران 2020: طبقت وزارة الصحة معايير جديدة لاعتبار الوفاة مرتبطة أو ناتجة عن كوفيد-19. وصل عدد حالات الوفاة في اليوم السابق إلى 87، وهي ذروة جديدة، وأُدرِج ثلثهم بسبب المعايير الجديدة.[48]
- 6 حزيران 2020: تجاوزت مدينة سانتياغو 100,000 حالة إصابة، بينما بلغ عدد حالات الوفاة في المدينة 1,184.[49]
- 7 حزيران 2020: أعلن الوزير خايمي مانياليتش أنه لم يجري احتساب 653 حالة وفاة إضافية في التقارير السابقة، وستُدرَج في التقارير الرسمية مع حالات الوفاة القادمة. بإضافة تلك الحالات إلى 1,637 حالة رسمية، يصل عدد حالات الوفاة إلى 2,190.[50]
- 9 يونيو 2020: أعلنت الحكومة عن تغيير جديد في طريقة إحصاء الوفيات، وأنها ستحدد حالات الوفاة باستخدام التنقيب النصي في شهادات الوفاة الصادرة عن السجل المدني ودائرة الهوية. على الرغم من أن الطريقة الجديدة قد حددت المزيد من حالات الوفاة على المدى الطويل، إلا أنها تسببت في حدوث تأخر في التقارير اليومية. بسبب التغيير في المنهجية، أُبلِغ عن 19 حالة وفاة جديدة.[51]
- 10 حزيران 2020: صدر أول تقرير كامل بالمنهجية الجديدة لتحديد عدد حالات الوفاة، متضمنًا 192 حالة. بلغ عدد حالات الإصابة المؤكدة 148,496.  [52]
- 13 يونيو 2020: علم قسم الإحصاء التابع لوزارة الصحة بوجود أكثر من 5,000 حالة وفاة مرتبطة بكوفيد-19 من خلال تقرير موجه من CIPER تشيلي لمنظمة الصحة العالمية، وهو رقم أقل من الموجود في التقارير العامة.[53][54] وأكدت وكيلة الوزارة بولا دازا وجود إحصاء مواز يشمل الحالات المشتبه فيها، لكنه لم يكن متاحًا بصورة يومية، ولم يكن رسميًا.[55] استقال الوزير خايمي مانياليش وحل محله إنريكي باريس.[56]
- 20 حزيران 2020: أعلنت وزارة الصحة، للمرة الأولى، عن عدد حالات الوفاة المشتبه بأنها مرتبطة بكوفيد-19 لمنظمة الصحة العالمية. أعلن قسم الإحصاء والمعلومات الصحية عن إجمالي 7,144 حالة وفاة. على أي حال، أكدت الحكومة أنه لن يُعلَن عن هذا الرقم يوميًا إذ أبلغت فقط عن الحالات ذات الاختبارات الإيجابية لتفاعل البوليمراز المتسلسل، وصنفها السجل المدني بأنها «حالة وفاة مرتبطة بكوفيد-19».

### يوليو
- 5 يوليو 2020: تجاوز إجمالي الوفيات الناتجة عن كوفيد-19 (بما في ذلك المؤكدة والمشتبه بها) 10,000حالة، وفقًا للتقرير الأسبوعي لقسم الإحصاء والمعلومات الصحية.
- 17 يوليو 2020: غيرت وزارة الصحة معايير احتساب الوفيات الناتجة عن كوفيد-19 في تقريرها اليومي. ابتداءً من هذا اليوم، ستُستخدَم فقط بيانات الوفيات المؤكدة ذات اختبارات تفاعل البوليمراز المتسلسل الإيجابية وفقًا لتقرير قسم الإحصاء والمعلومات الصحية، لتحل محل المعايير السابقة المعتمدة على السجل المدني. يشمل التغيير 1,057 حالة وفاة إضافية. على أي حال، سيستمر إصدار الوفيات المشتبه بها دون توفر اختبار تفاعل البوليمراز المتسلسل بصورة أسبوعية.[57]

### أغسطس
19 أغسطس 2020: أعلنت الحكومة التشيلية التراجع عن قيود الإغلاق، لكن لا يزال حظر التجول الليلي ساري المفعول على مستوى الدولة بأكملها.

## استجابة الحكومة
- 13 مارس 2020: أعلن الرئيس سبستيان بنييرا عن حظر الفعاليات العامة التي تشمل أكثر من 500 شخص، إذ تحاول الحكومة السيطرة على انتشار فيروس كورونا رغم التخطيط لمظاهرات اجتماعية ضخمة في شهري مارس وأبريل.[59]
- 14 مارس 2020: وُضِع نحو 1,300 راكب كانوا على متن رحلتين بحريتين في تشيلي تحت الحجر الصحي بعد أن ثبتت إصابة مواطن بريطاني عمره 83 عامًا بفيروس كورونا.[60] وُضِعت كاليتا تورتيل، وهي قرية ساحلية صغيرة زارها السائح المذكور أعلاه، تبعًا لذلك تحت الحجر الصحي مدة 14 يومًا.[61]
- 15 مارس 2020: أعلن الرئيس بنييرا في مؤتمر صحفي عن النقاط التالية فيما يتعلق بالطالب:

1. عزل مدة 14 يومًا لأي عضو في مجتمع تعليمي لديه قريب مباشر قد تأكدت إصابته بالعدوى.
2. تعليق الفصول مدة 14 يومًا لكامل البرنامج الدراسي عندما تتأكد إصابة أحد الطلاب بالعدوى.
3. تعليق الفصول مدة 14 يومًا لكامل المؤسسة التعليمية في حال تأكد إصابة طالبين أو أكثر بالعدوى. يمكن تعديل هذه التدابير أو توسيعها لتشمل قطاعات محددة، مثل البلديات والأقاليم، وذلك بحسب الضرورة.

- 16 مارس 2020: أعلن الرئيس بنييرا إغلاق الحدود مدة 14 يومًا. قال «قررنا إغلاق جميع حدود بلادنا البرية والبحرية والمنطقة أمام عبور الأجانب. ولن يؤثر ذلك على دخول وخروج البضائع أو الناقلات، من أجل ضمان الإمداد الطبيعي لبلدنا. هذا الإجراء سوف يدخل حيز التنفيذ اعتبارًا من 18 مارس 2020. يمكن للمواطنين التشيليين والمقيمين الدائمين في تشيلي، الذين يأتون من أماكن عالية الخطورة، دخول بلادنا في إطار الجمارك الصحية مع الخضوع لحجر الصحي الإلزامي مدة 14 يومًا».
- 18 مارس 2020: أعلن الرئيس بينيرا حالة الكوارث مدة 90 يومًا (حالة استثنائية من النوع الفرعي الذي ينظمه دستور تشيلي) للسيطرة على انتشار الفيروس، يسري مفعولها في منتصف الليل.[62]
- 20 مارس 2020: أعلن عمدات بلديات لاس كونديس، ولا رينا، وفيتاكورا، عن الحجر الصحي الوقائي لهذه القطاعات من العاصمة، حيث سُجِّل عدد كبير من حالات الإصابة المؤكدة بفيروس كورونا.[63]
- 22 مارس 2020: أعلنت تشيلي عن حظر تجول ليلي على مستوى الدولة بين الساعة 22:00 مساءً والساعة 5:00 صباحًا لإبعاد الناس عن الشوارع وعن بعضهم البعض إذ استمر عدد حالات الإصابة بفيروس كورونا بالارتفاع في هذه الدولة الواقعة في قارة أمريكا الجنوبية.[64]
- 22 مارس 2020: مُدِّد حظر التجول من الساعة 10 مساءً - 5 صباحًا ليصبح 2 مساءً - 5 صباحًا في جزيرة القيامة.
- 26 مارس 2020: في الساعة 10 مساءً، فُرِض إغلاق كامل في 7 بلديات في منطقة سانتياغو الكبرى (سانتياغو، وإندبيندينسيا، وبروفيدنسيا، وأونوا، ولاس كونديس، وفيتاكورا، ولو بارنيشيا) ما يغطي 1.3 مليون نسمة.
- 28 مارس 2020: في الساعة 10 مساءً، فُرِض إغلاق كامل في مدينتي تيموكو وبادري لاس كاساس. في 1 أبريل 2020: في الساعة 10 مساءً، فُرِض إغلاق كامل في مدينة بونتا أريناس بتشيلي.
- 30 أبريل 2020: تراجعت تشيلي عن الخطط السابقة لشهادات المناعة، قائلة إنها ستطلق «شهادات إفراج» والتي لا تصادق على المناعة.[65]
- 7 مايو 2020: مُدِّد الإغلاق الكامل ليشمل بلديات جديدة في مدينة سانتياغو، فأصبح يغطي أكثر من ثلثي المدينة.
- 15 مايو 2020: في الساعة 10 مساءً، مُدِّد الإغلاق الكامل ليشمل منطقة سانتياغو الكبرى بأكملها وبعض المجتمعات المجاورة، وكذلك مدينتي إيكويكو وألتو هوسبيسيو.[66]

## ردود الفعل
في 2 مارس 2020، أُلغِي مؤتمر CRU العالمي للنحاس في سانتياغو، وهو أكبر تجمع سنوي لعمال مناجم النحاس في العالم، والذي كان من المقرر عقده بين 23 و27 مارس 2020، بسبب مخاوف بشأن مخاطر السفر المرتبطة بجائحة فيروس كورونا.
عُلِّقت فعاليات واسعة النطاق مثل مهرجان لولابلوزا الموسيقي في تشيلي (المقرر عقدها بين 27 و29 مارس 2020)، والمعرض الدولي الحادي والعشرين للطيران والفضاء (المقرر عقده بين 31 مارس و5 أبريل) على سبيل الوقاية.
صرحت الحكومة التشيلية في البداية أن الاستفتاء الوطني المقرر إجراؤه في 26 أبريل سيُجرى بموجب تدابير الوقاية الصحية. على أي حال، في 19 مارس 2020، توصل المشرعون التشيليون إلى اتفاق لتأجيل الاستفتاء على دستور جديد حتى أواخر أكتوبر إذ تحظى مخاوف السلامة المتعلقة بجائحة فيروس كورونا بالأسبقية على السياسة. أُعيدت جدولة الاستفتاء، والذي كان من المقرر إجراؤه في الأصل في 26 أبريل 2020، ليصبح في 25 أكتوبر 2020، بعد الموافقة الرسمية بأغلبية ثلثي أصوات الكونغرس في 24 مارس.

## الحالات والوفيات البارزة
- لويس سيبولفيدا، كاتب وصحفي. توفي في 16 أبريل 2020، في أوفييدو بإسبانيا.[71]
- سيرجيو أونوفر جاربا، سياسي ووزير الداخلية السابق أثناء الديكتاتورية العسكرية. توفي في 19 أبريل 2020، في مدينة سانتياغو.[72]
- نيلسون أوريانا، عمدة تيلتيل. توفي في 15 يونيو 2020، في مدينة سانتياغو.[73]
- برناردينو بينيرا، الأسقف الكاثوليكي وعم الرئيس التشيلي سيباستيان بنييرا. توفي في 22 يونيو 2020، في مدينة سانتياغو.[74]

## انتشار الحالات

### حسب الأقاليم
- ابتداء من 20 مايو 2020.[75]

| الأقاليم                   | الحالات المؤكدة        | عدد الوفيات   |
| -------------------------- | ---------------------- | ------------- |
| إقليم أريكا وبارينكوتا     | 424                    | 7             |
| إقليم تاراباكا             | 1139                   | 4             |
| أنتوفاغاستا                | 1731                   | 17            |
| أتاكاما                    | 163                    | 0             |
| كوكيمبو                    | 263                    | 2             |
| فالبارايسو                 | 1770                   | 35            |
| إقليم سانتياغو متروبوليتان | 41179                  | 348           |
| إقليم أوهيغينز             | 455                    | 7             |
| إقليم مولي                 | 680                    | 14            |
| إقليم نوبل                 | 1011                   | 21            |
| إقليم بيو بيو              | 1224                   | 9             |
| إقليم أروكانيا             | 1680                   | 44            |
| إقليم لوس ريوس             | 247                    | 6             |
| إقليم لوس لاغوس            | 666                    | 12            |
| إقليم آيسن                 | 8                      | 0             |
| إقليم ماجلان               | 977                    | 18            |
| المجموع : 16 إقليم         | 53617 حالة إصابة مؤكدة | 544 حالة وفاة |

## إحصائيات
- اعتبارا من 20 مايو 2020، تم تسجيل 53617 حالة إصابة مُؤكدة في تشيلي.

| اليوم         | الحالات الجديدة | العدد الإجمالي لحالات الإصابة | العدد الإجمالي لحالات الشفاء | عدد الوفيات الإجمالي |
| ------------- | --------------- | ----------------------------- | ---------------------------- | -------------------- |
| 3 مارس 2020   | 1               | 1                             | 0                            | 0                    |
| 4 مارس 2020   | 2               | 3                             | 0                            | 0                    |
| 5 مارس 2020   | 1               | 4                             | 0                            | 0                    |
| 6 مارس 2020   | 1               | 5                             | 0                            | 0                    |
| 7 مارس 2020   | 2               | 7                             | 0                            | 0                    |
| 8 مارس 2020   | 3               | 10                            | 0                            | 0                    |
| 9 مارس 2020   | 3               | 13                            | 0                            | 0                    |
| 10 مارس 2020  | 4               | 17                            | 0                            | 0                    |
| 11 مارس 2020  | 6               | 23                            | 0                            | 0                    |
| 12 مارس 2020  | 11              | 34                            | 0                            | 0                    |
| 13 مارس 2020  | 9               | 43                            | 0                            | 0                    |
| 14 مارس 2020  | 18              | 61                            | 0                            | 0                    |
| 15 مارس 2020  | 14              | 75                            | 0                            | 0                    |
| 16 مارس 2020  | 81              | 156                           | 0                            | 0                    |
| 17 مارس 2020  | 45              | 201                           | 1                            | 0                    |
| 18 مارس 2020  | 37              | 238                           | 3                            | 0                    |
| 19 مارس 2020  | 104             | 342                           | 5                            | 0                    |
| 20 مارس 2020  | 92              | 434                           | 6                            | 0                    |
| 21 مارس 2020  | 103             | 537                           | 8                            | 1                    |
| 22 مارس 2020  | 95              | 632                           | 8                            | 1                    |
| 23 مارس 2020  | 114             | 746                           | 11                           | 2                    |
| 24 مارس 2020  | 176             | 922                           | 17                           | 2                    |
| 25 مارس 2020  | 220             | 1142                          | 22                           | 3                    |
| 26 مارس 2020  | 164             | 1306                          | 33                           | 4                    |
| 27 مارس 2020  | 304             | 1610                          | 43                           | 5                    |
| 28 مارس 2020  | 299             | 1909                          | 61                           | 6                    |
| 29 مارس 2020  | 230             | 2139                          | 75                           | 7                    |
| 30 مارس 2020  | 310             | 2449                          | 156                          | 8                    |
| 31 مارس 2020  | 289             | 2738                          | 201                          | 12                   |
| 1 أبريل 2020  | 293             | 3031                          | 234                          | 16                   |
| 2 أبريل 2020  | 373             | 3404                          | 335                          | 18                   |
| 3 أبريل 2020  | 333             | 3737                          | 427                          | 22                   |
| 4 أبريل 2020  | 424             | 4161                          | 528                          | 27                   |
| 5 أبريل 2020  | 310             | 4471                          | 598                          | 34                   |
| 6 أبريل 2020  | 344             | 4815                          | 728                          | 37                   |
| 7 أبريل 2020  | 301             | 5116                          | 898                          | 43                   |
| 8 أبريل 2020  | 430             | 5546                          | 1115                         | 48                   |
| 9 أبريل 2020  | 426             | 5972                          | 1274                         | 57                   |
| 10 أبريل 2020 | 529             | 6501                          | 1571                         | 65                   |
| 11 أبريل 2020 | 426             | 6927                          | 1864                         | 73                   |
| 12 أبريل 2020 | 286             | 7213                          | 2059                         | 80                   |
| 13 أبريل 2020 | 312             | 7525                          | 2367                         | 82                   |
| 14 أبريل 2020 | 392             | 7917                          | 2646                         | 92                   |
| 15 أبريل 2020 | 356             | 8273                          | 2937                         | 94                   |
| 16 أبريل 2020 | 534             | 8807                          | 3299                         | 105                  |
| 17 أبريل 2020 | 445             | 9252                          | 3621                         | 116                  |
| 18 أبريل 2020 | 478             | 9730                          | 4035                         | 126                  |
| 19 أبريل 2020 | 358             | 10088                         | 4338                         | 133                  |
| 20 أبريل 2020 | 419             | 10507                         | 4676                         | 139                  |
| 21 أبريل 2020 | 325             | 10832                         | 4969                         | 147                  |
| 22 أبريل 2020 | 464             | 11296                         | 5386                         | 160                  |
| 23 أبريل 2020 | 516             | 11812                         | 5804                         | 168                  |
| 24 أبريل 2020 | 494             | 12306                         | 6327                         | 174                  |
| 25 أبريل 2020 | 552             | 12858                         | 6746                         | 181                  |
| 26 أبريل 2020 | 473             | 13331                         | 7024                         | 189                  |

### عدد الحالات المؤكدة[76]
| الفئة العمرية                            | الوفيات |
| ---------------------------------------- | ------- |
| ≤ 39                                     | 6       |
| 40-49                                    | 7       |
| 50-59                                    | 15      |
| 60-69                                    | 33      |
| 70-79                                    | 52      |
| 80-89                                    | 59      |
| ≥ 90                                     | 17      |
| آخر تحديث : 26 أبريل 2020، Minsal Report |         |